# Pèdre La Caze
Pour les articles homonymes, voir Lacaze.
Pierre Pèdre, baron La Caze (1er juillet 1794, Monein - 4 septembre 1874, Paris), est un homme politique français.

## Biographie
Fils de Jacques La Caze, négociant et agent de change à Monein, et de Marie-Louise Viollet-Sablonnière, il a deux frères, Louis (1798-1869) et Henri (1802-1884). 
Il étudie le droit et appartint à la magistrature sous la Restauration, comme substitut du procureur du roi à Pau. 
Rallié au gouvernement de Louis-Philippe, il est élu député des Basses-Pyrénées le 5 juillet 1831. Il obtient sa réélection successivement en 1834, 1837, 1839 et 1842, et siégea dans la majorité ministérielle.
Il est élevé à la dignité de pair de France le 6 avril 1845.
Il habitait à Saint-Pierre-du-Perray. Son château a brûlé mais demeurent les écuries et une tour.
Marié en 1823 à Lucile Gabrielle Delaunay-Lemierre (1803-1894).
Il meurt le 4 septembre 1874 en son domicile du 93 rue Saint-Dominique à Paris 7e.
Il est inhumé au cimetière du Père-Lachaise (51e division).
Il eut une fille unique, Louise Françoise La Caze, mariée en 1844 avec le marquis Charles d'Angosse (1816-1873), petit-fils de Jean-Paul d'Angosse, dont elle aura 3 enfants : Gabrielle d'Angosse (1848-1927), mariée au baron Emmanuel de Borelli, Marguerite d'Angosse (1850-1929), mariée à Elie de Morgan, et Charles d'Angosse (1851-1888).

## Distinctions
- Chevalier de la Légion d'honneur
- Commandeur de l'ordre de Charles III